# Mănăstirea Slătioara
Mănăstirea Slătioara este o mănăstire ortodoxă de călugări din România, situată în satul Slătioara din comuna Râșca (județul Suceava) și înființată în anul 1947. Aici se află sediul Bisericii Ortodoxe de Stil Vechi din România.

## Formarea Bisericii Ortodoxe de Stil Vechi
La data de 1 octombrie 1924, în urma conferinței pan-ortodoxe de la Constantinopol din 1923, Biserica Ortodoxă Română a introdus în uzul bisericesc calendarul gregorian, acesta fiind primit de aproape întreaga comunitate ortodoxă. În anumite locuri mai izolate din județul Neamț, unii preoți, monahi și credincioși au refuzat să primească schimbarea calendarului.
Printre cei care au refuzat schimbarea calendarului iulian folosit până atunci în uzul bisericesc s-a numărat și ieromonahul Glicherie Tănase, starețul Schitului Pocrov (care aparținea de Mănăstirea Neamț), care, împreună cu obștea sa, a refuzat să primească noul calendar, continuând să slujească după calendarul iulian. După ce a slujit mai bine de un an după vechiul calendar, în anul 1926, odată cu adoptarea de către Sf. Sinod al Bisericii Ortodoxe Române a hotărârii de a prăznui Sfintele Paști cu 13 zile înainte, ieromonahul Glicherie părăsește schitul hotărât să nu slujească în nici o biserică care a adoptat schimbarea calendarului .
Ieromonahul Glicherie, împreună cu cei care au refuzat primirea noului calendar, au inițiat o mișcare de rezistență cunoscută astăzi ca Biserica Ortodoxă de Stil Vechi din România. Nevoiți să-și părăsească mănăstirile de metanie și bisericile unde slujeau, clericii și monahii care doreau păstrarea stilului vechi și-au construit chilii în locuri greu accesibile din munți, ei fiind persecutați de poliție care dorea să-i aresteze. Credincioșii și clericii care doreau păstrarea calendarului iulian au încercat să se organizeze și să-și construiască lăcașuri de cult unde să poată săvârși slujbele bisericești, iar astfel până în anul 1936 se construiseră deja aproximativ 40 de biserici.
În anul 1936, acțiunea forțelor de poliție a dus la demolarea tuturor lăcașurilor de cult pe stil vechi, iar ieromonahul Glicherie a fost arestat. Eliberat în anul 1939, ieromonahul Glicherie s-a refugiat împreună cu ierodiaconul David Bidașcu în pădurile din munții Moldovei. Cei doi au ajuns în preajma localității Slătioara, cu drumuri greu accesibile.
După al doilea război mondial, Biserica Ortodoxă de Stil Vechi din România a fost recunoscută prin actul Ministerului Cultelor nr. 38955 din 3 august 1945 drept cult religios sub denumirea de Cultul Creștin Tradiționalist. Sub conducerea ieromonahului Glicherie s-a început reconstruirea bisericilor demolate înainte de război. În Legea cultelor din anul 1948 Biserica Ortodoxă Română de stil vechi n-a mai figurat printre cultele legal recunoscute din România.

## Mănăstirea Slătioara
În anul 1947 ieromonahul Glicherie Tănase (1891-1985) și schimonahul David Bidașcu (1885-1961) au construit la Slătioara o biserică-paraclis de lemn cu hramul Schimbarea la Față. Clădirea era lungă, avea un hol pe mijloc, pe ambele laturi chilii și la capăt era paraclisul. Cu timpul, biserica de lemn a început să se deterioreze și a necesitat efectuarea de reparații capitale.
În noaptea de 14 spre 15 februarie 1952 s-a organizat o descindere a organelor de securitate la Mănăstirea Slătioara, fiind arestate 11 persoane printre care ieromonahul Glicherie, Dionisie Hugeanu, Nifon Marinache, David Bidașcu, Meftodie Marinache și Alexandru Antoniu. Ei au fost învinuiți de sabotaj și de instigare a țăranilor să nu dea cotele impuse de stat.
Ca urmare a faptului că în 30 ani de la schimbarea calendarului, numărul preoților hirotoniți care aparțineau de Biserica de Stil Vechi a scăzut foarte mult, o delegație de la Mănăstirea Slătioara a plecat la București unde l-a contactat pe arhiereul Galaction Cordun, fost secretar al Sf. Sinod al Bisericii Ortodoxe Române. Acesta a acceptat să devină conducătorul Bisericii Ortodoxe Tradiționale de Răsărit și, la 13 aprilie 1955, a făcut o mărturisire de credință publică, anunțând întoarcerea sa la calendarul iulian. El a fost depus din treaptă de către Sf. Sinod al Bisericii Ortodoxe Române în Joia Mare a anului 1955.
Episcopul Galaction (proclamat drept Arhiepiscop și Mitropolit al Bisericii dreptslăvitoare de stil vechi din R.P.R.) a sosit la Mănăstirea Slătioara la 21 mai 1955, fiind întâmpinat de obștea mănăstirii în frunte cu părintele Glicherie și de o mulțime de credincioși care cântau cu toții într-un glas: „Vrednic este!” El a început să hirotonească preoți și diaconi, dar la sfârșitul lunii mai a fost arestat și închis cu domiciliu forțat la Mănăstirea Căldărușani. Ulterior, în timp ce autoritățile civile i-au permis să locuiască în București cu domiciliul obligatoriu, el a continuat să facă hirotoniri, noaptea în secret, la Mănăstirea Copăceni din apropierea Bucureștiului. IPS Galaction i-a acordat rangul de arhimandrit ieroschimonahului Glicherie.
În anul 1956, în urma încercărilor nereușite de a convinge vreun episcop din Sinodul Patriarhiei să adere la mișcarea de rezistență, Mitropolitul Galaction a luat decizia de a hirotoni singur un episcop. Scos din mănăstire pentru motive de sănătate, el a reușit să-i hirotonească ca episcopi pe arhimandritul Evloghie Oța (†1979), pe ieromonahul Meftodie Marinache (†1977) și apoi, la 17/30 noiembrie 1956, pe arhimandritul Glicherie Tănase.
PS Glicherie a revenit a doua zi la Mănăstirea Slătioara, de unde nu a mai fost niciodată arestat și a rămas acolo până la moarte. După moartea IPS Galaction la 5 iulie 1959, episcopul Glicherie a devenit conducător al Bisericii Ortodoxe de Stil Vechi, fiind ridicat oficial la 18 septembrie/1 octombrie 1968 la rangul de arhiepiscop și mitropolit al Bisericii Ortodoxe de Stil Vechi din România.
Considerată neîncăpătoare, biserica a trebuit să fie extinsă. Între anii 1978-1982 s-au efectuat lucrări de reconstrucție ale bisericii, demolându-se chiliile și lărgindu-se biserica. Biserica a fost sfințită în anul 1982 de către IPS Mitropolit Glicherie Tănase. În același timp, s-au construit un bloc de chilii nou.
În martie 1984 a avut loc un incendiu la Mănăstirea Slătioara, focul pornind din clopotniță și ajungând până la biserică și blocul de chilii al mănăstirii . Ca urmare a râvnei monahilor, biserica și chiliile au fost renovate și s-au reconstruit părțile arse. Cu acest prilej, biserica mănăstirii a fost mult mărită, renovată și repictată.
Mitropolitul Glicherie a trecut la cele veșnice la 15/28 iunie 1985, la vârsta de 94 ani, fiind înmormântat în interiorul Bisericii "Schimbarea la Față" din Mănăstirea Slătioara. Rămășițele sale pământești au fost deshumate la 29 iunie 1997 și s-a constatat că trupul nu intrase în putrefacție și răspândea miros de tămâie. Preoții și ierarhii Bisericii Ortodoxe de Stil Vechi au considerat acest lucru ca un semn de sfințenie și l-au canonizat, trecându-l în rândul sfinților la 15/28 iunie 1999, cu numele de Sf. Ierarh Glicherie Mărturisitorul și ziua de pomenire 15/28 iunie. Imediat după acest eveniment, osemintele au fost expuse la loc de cinste în biserica mănăstirii, într-o raclă de lemn de stejar și sticlă.
În prezent Mănăstirea Slătioara este sediul Mitropoliei Bisericii Ortodoxe de Stil Vechi din România. Aici se află în construcție o catedrală mitropolitană cu hramul "Pogorârea Sf. Duh”, aflată în afara incintei mănăstirii.
În curtea bisericii se află mormintele mitropoliților Galaction Cordun (1883-1959) și Silvestru Onofrei (1924-1992), precum și cel al arhiereului Meftodie Marinache (1913-1977).

## Fotogalerie

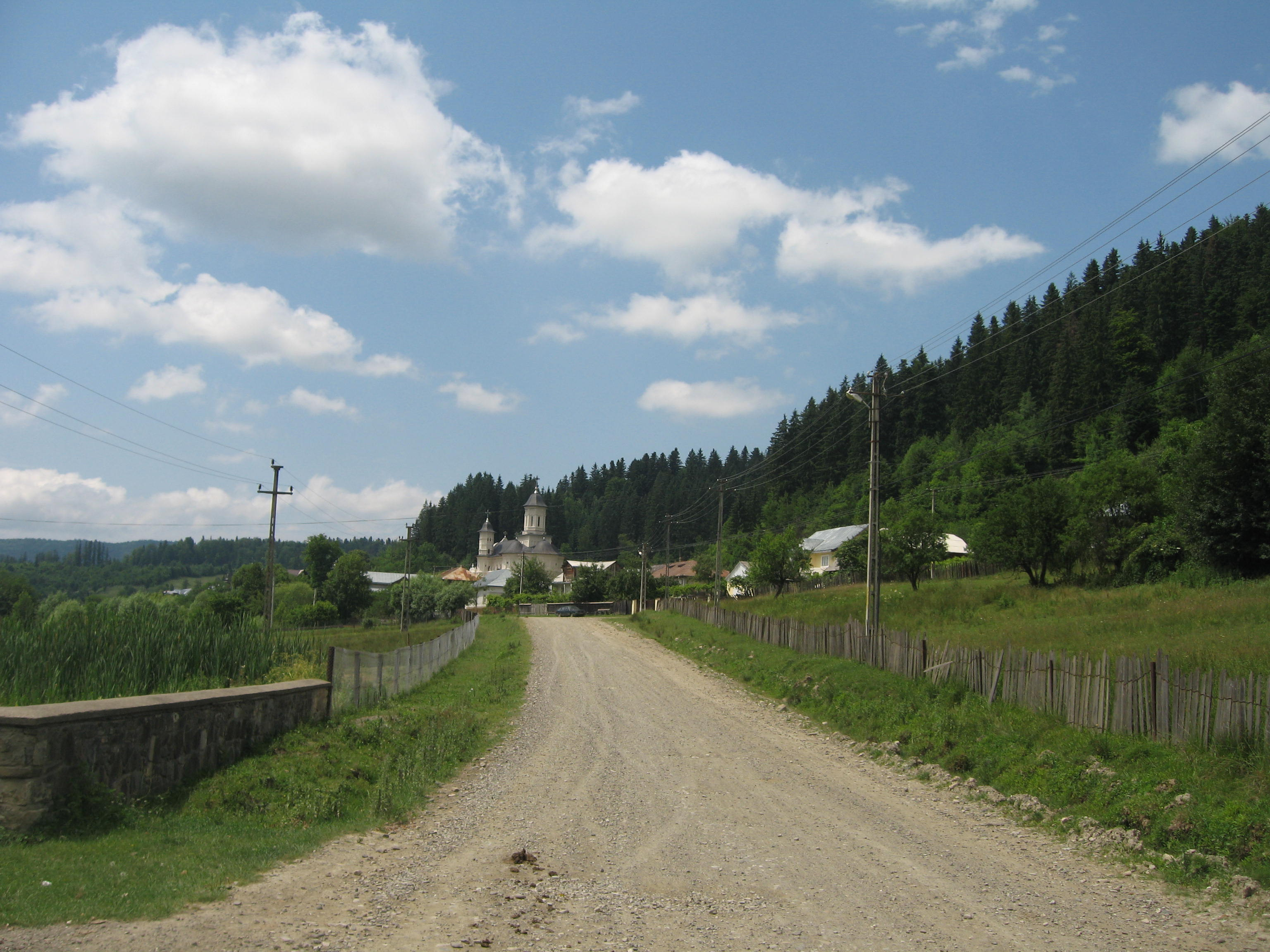
Drumul spre mănăstire
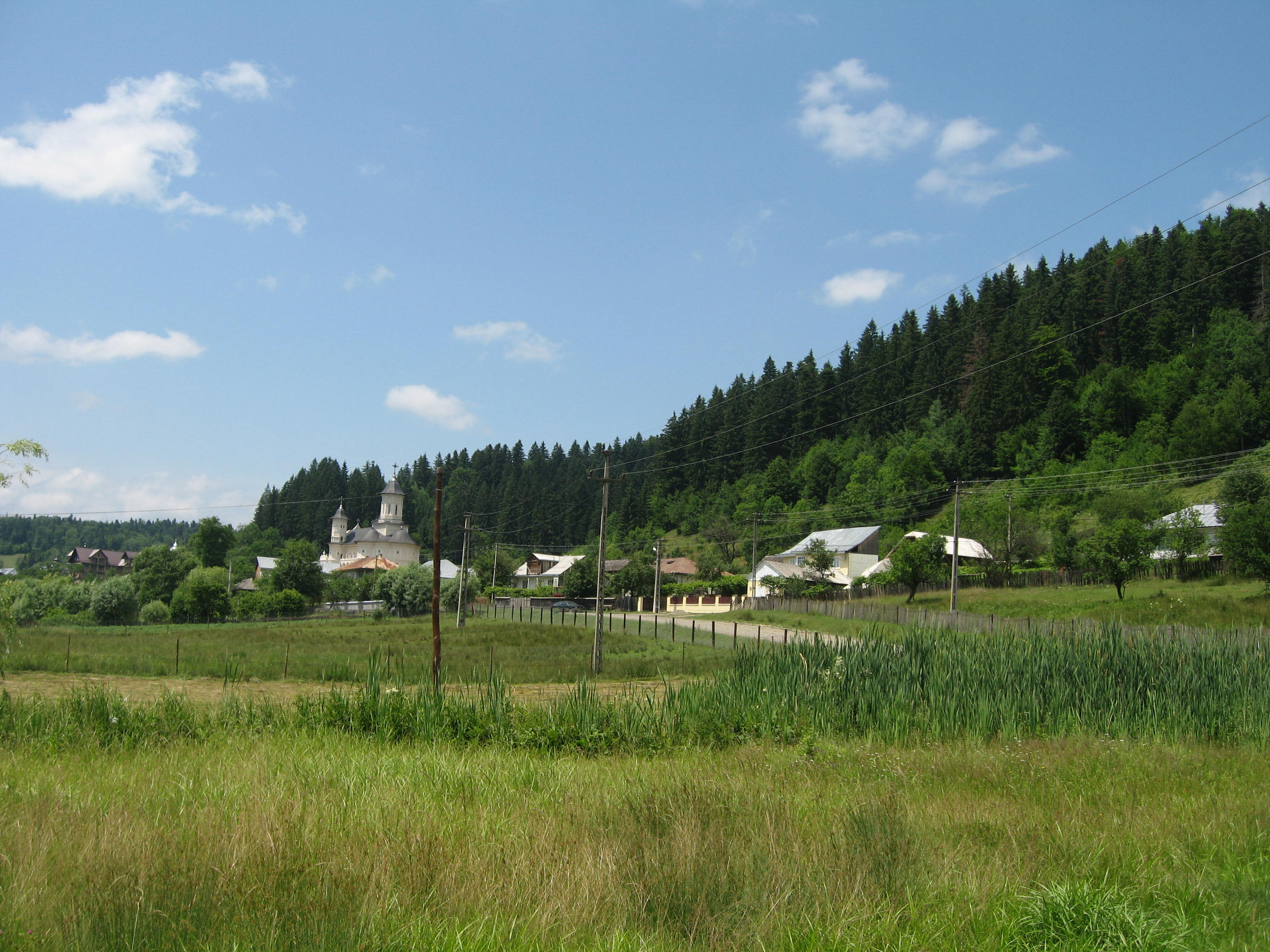
Peisaj cu Mănăstirea Slătioara
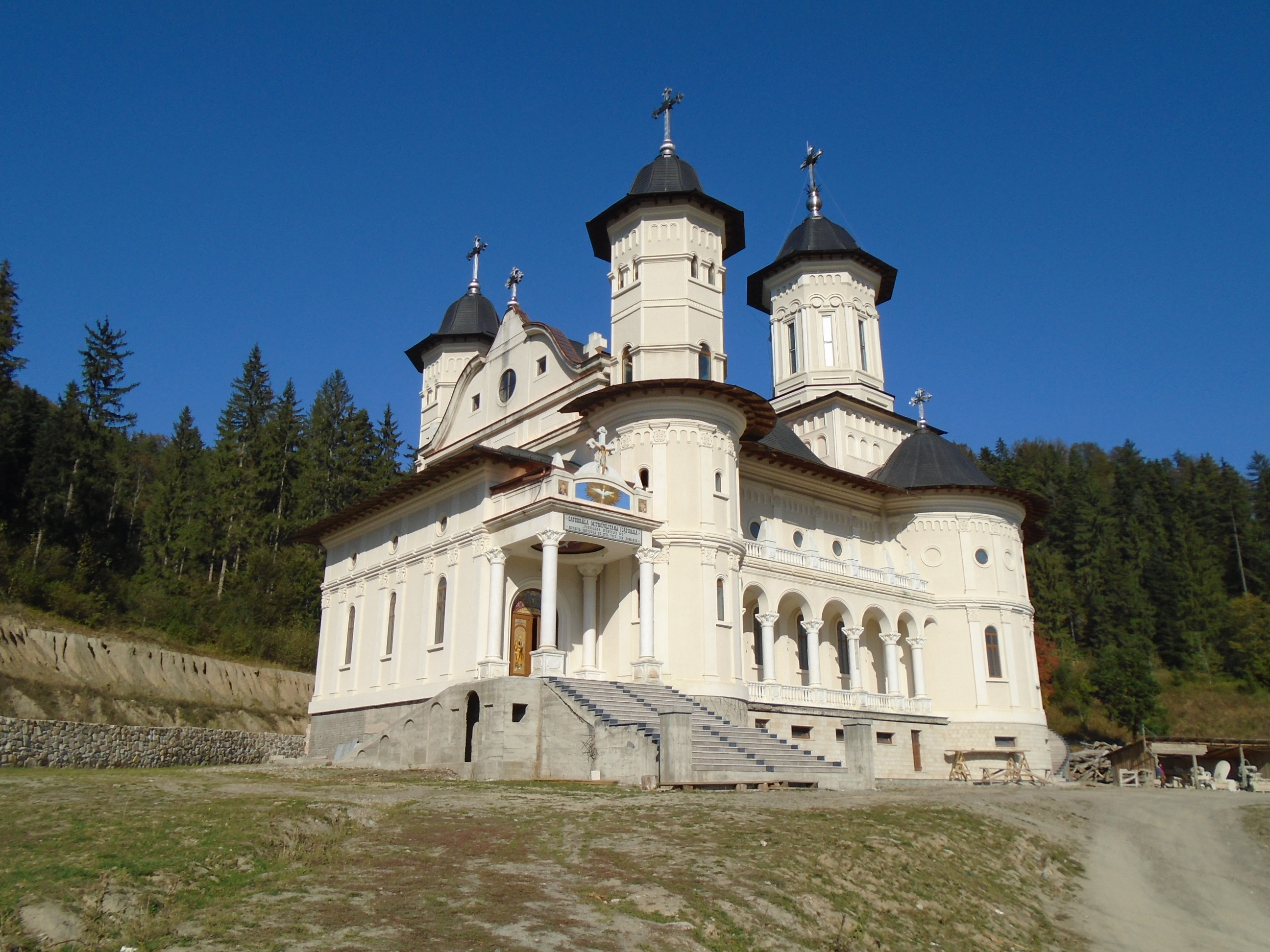
Biserica nouă
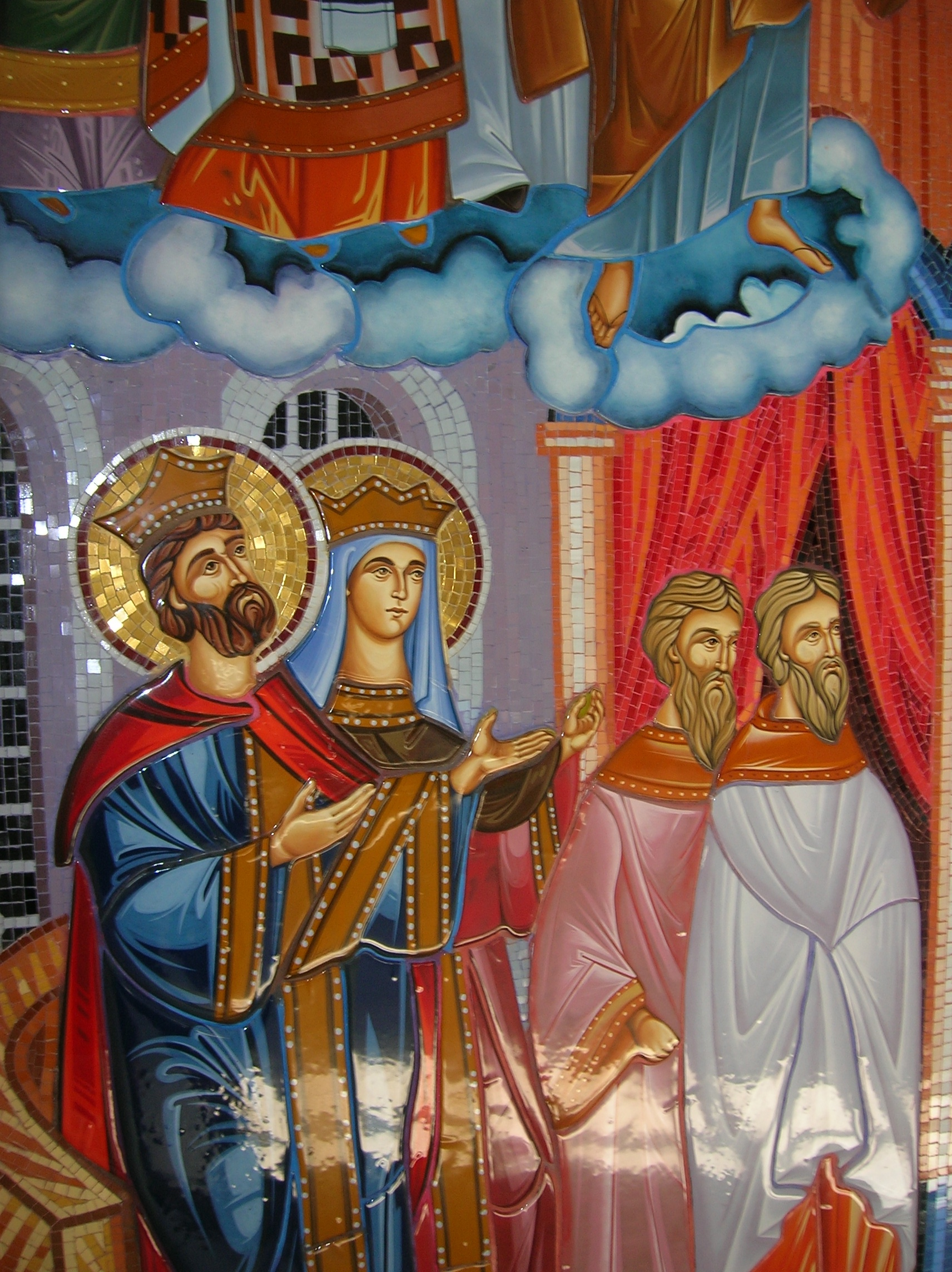
Mozaic interior biserica nouă
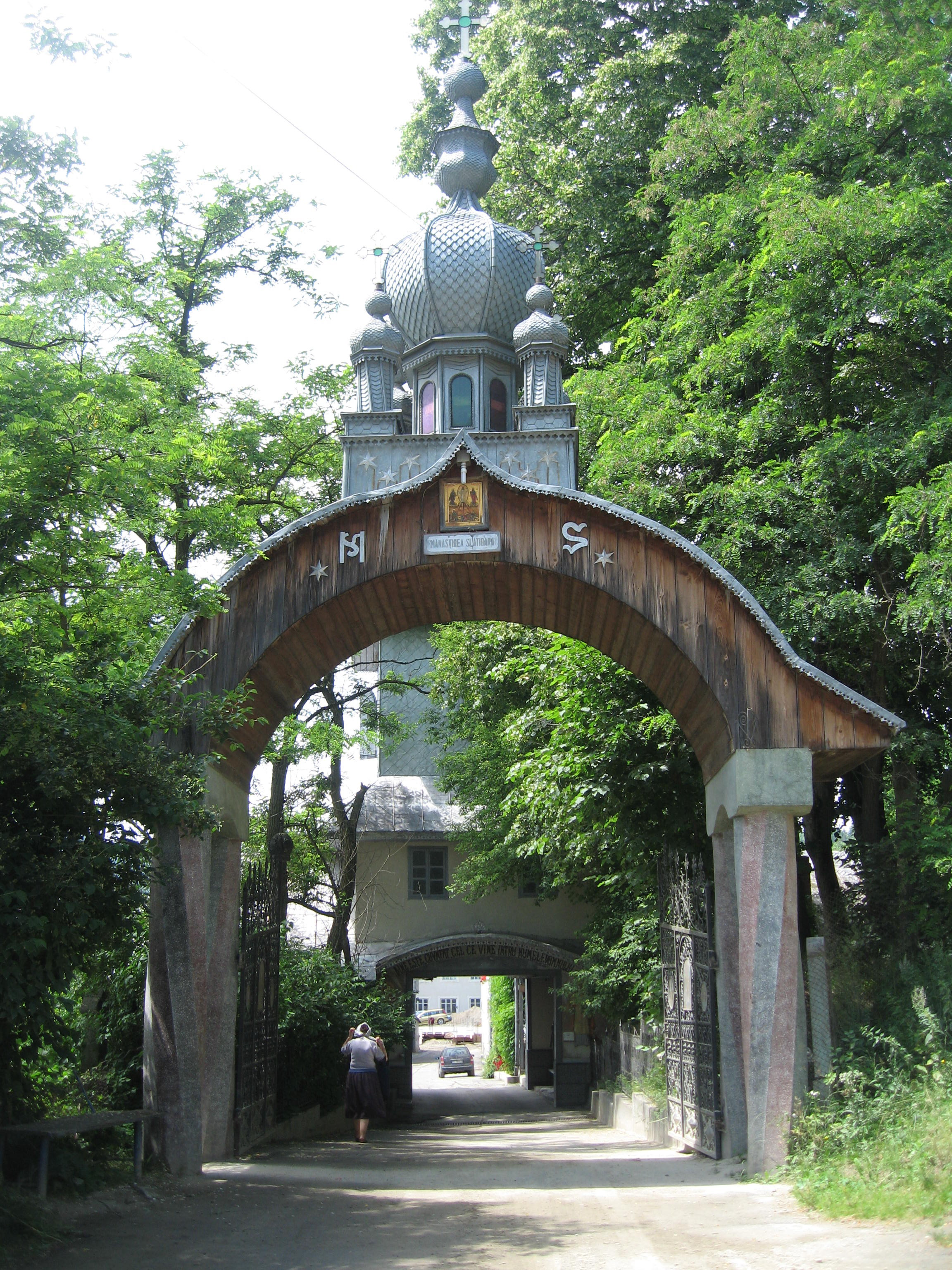
Poarta de intrare în mănăstire
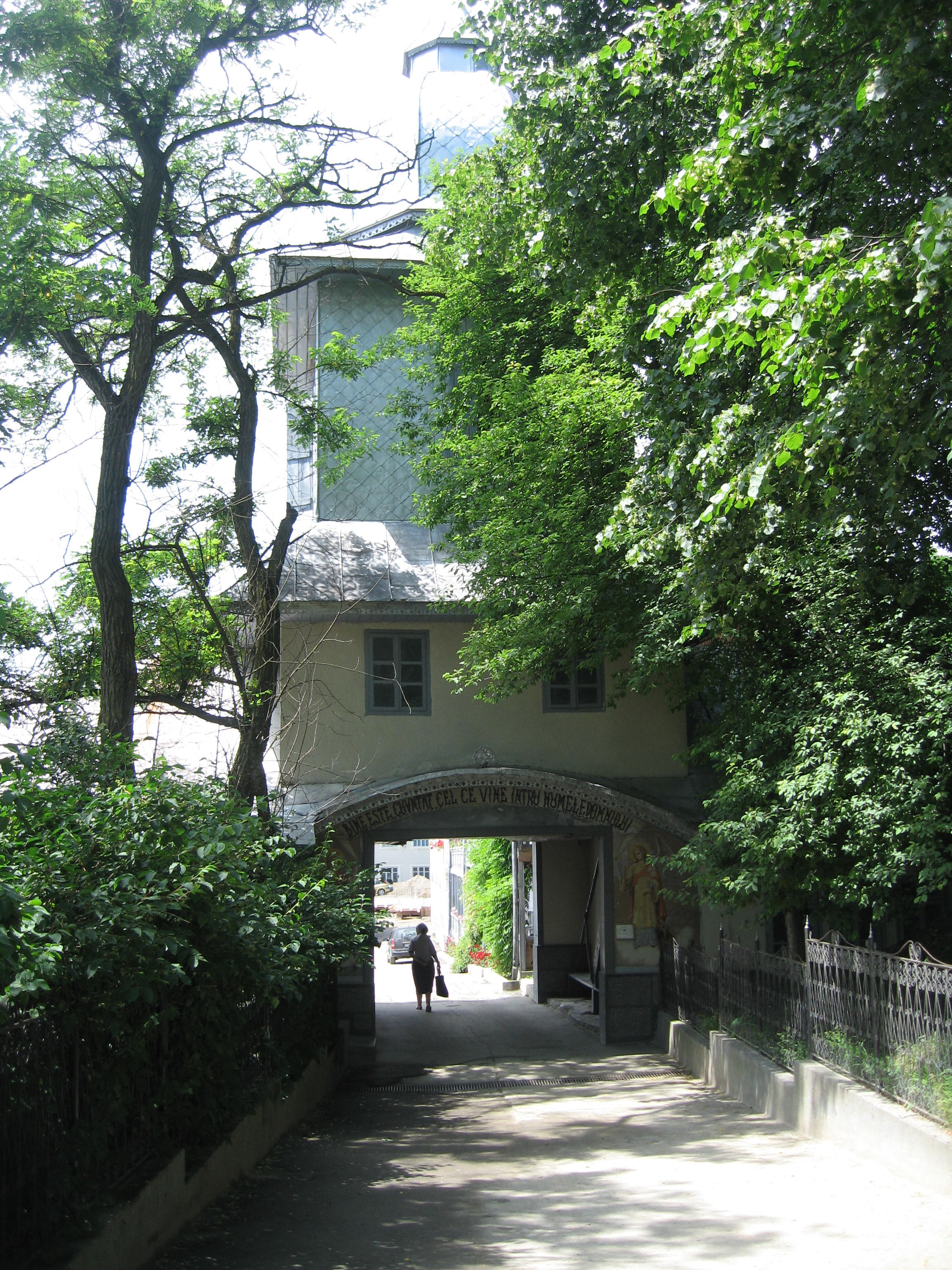
Turnul clopotniță
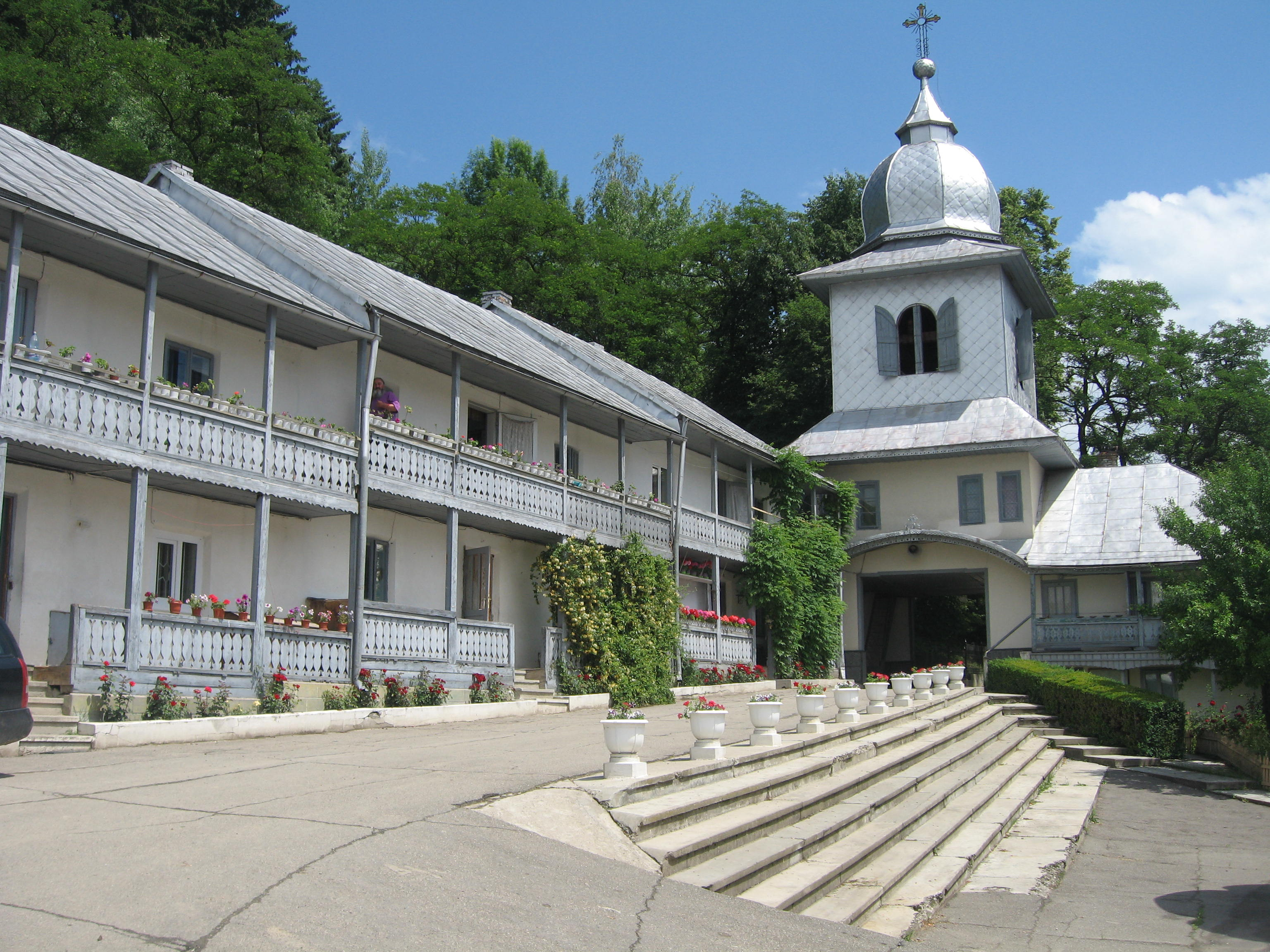
Turnul clopotniță văzut din incinta mănăstirii
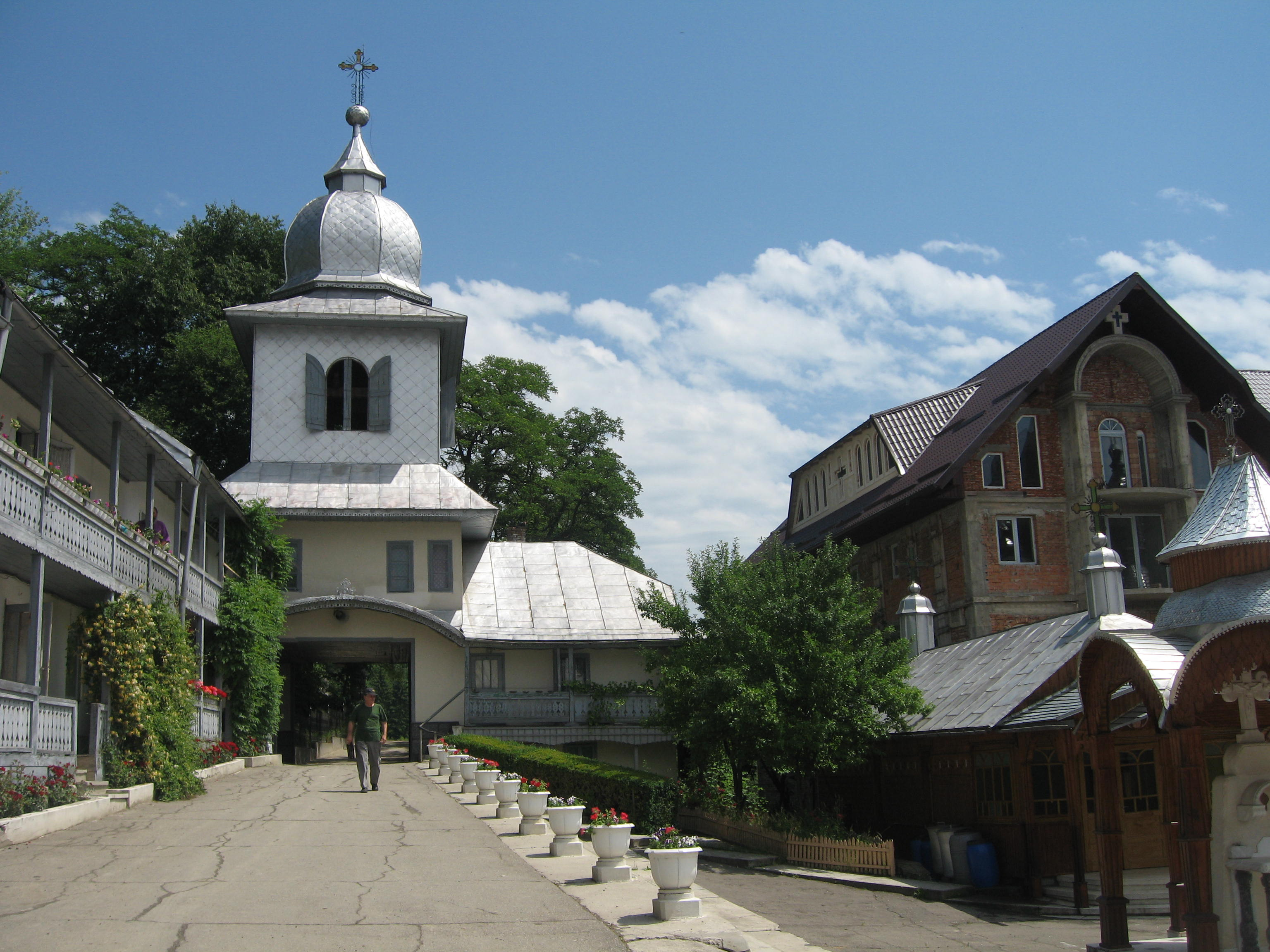
Turnul clopotniță văzut din incinta mănăstirii
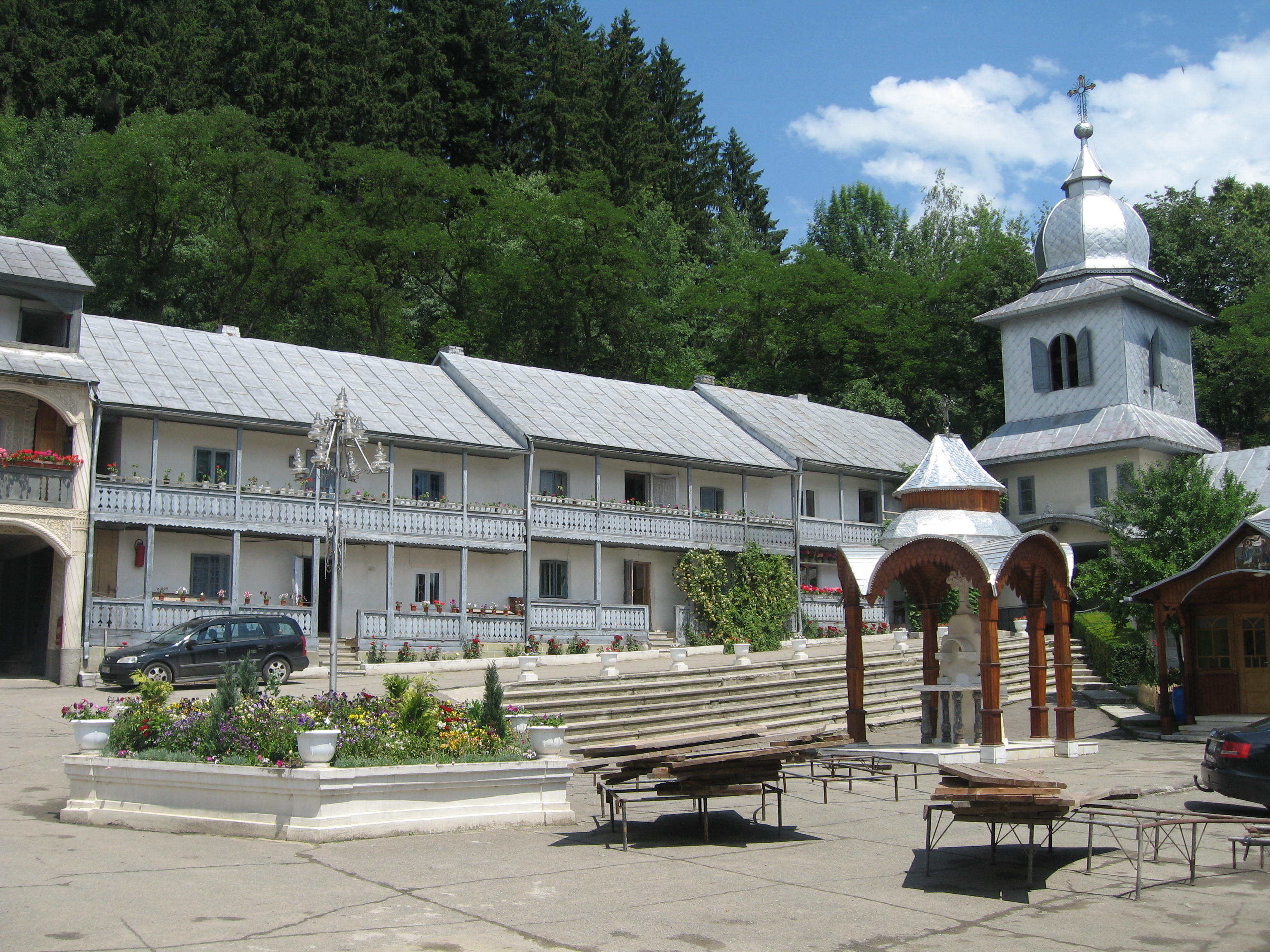
Imagini din incinta mănăstirii
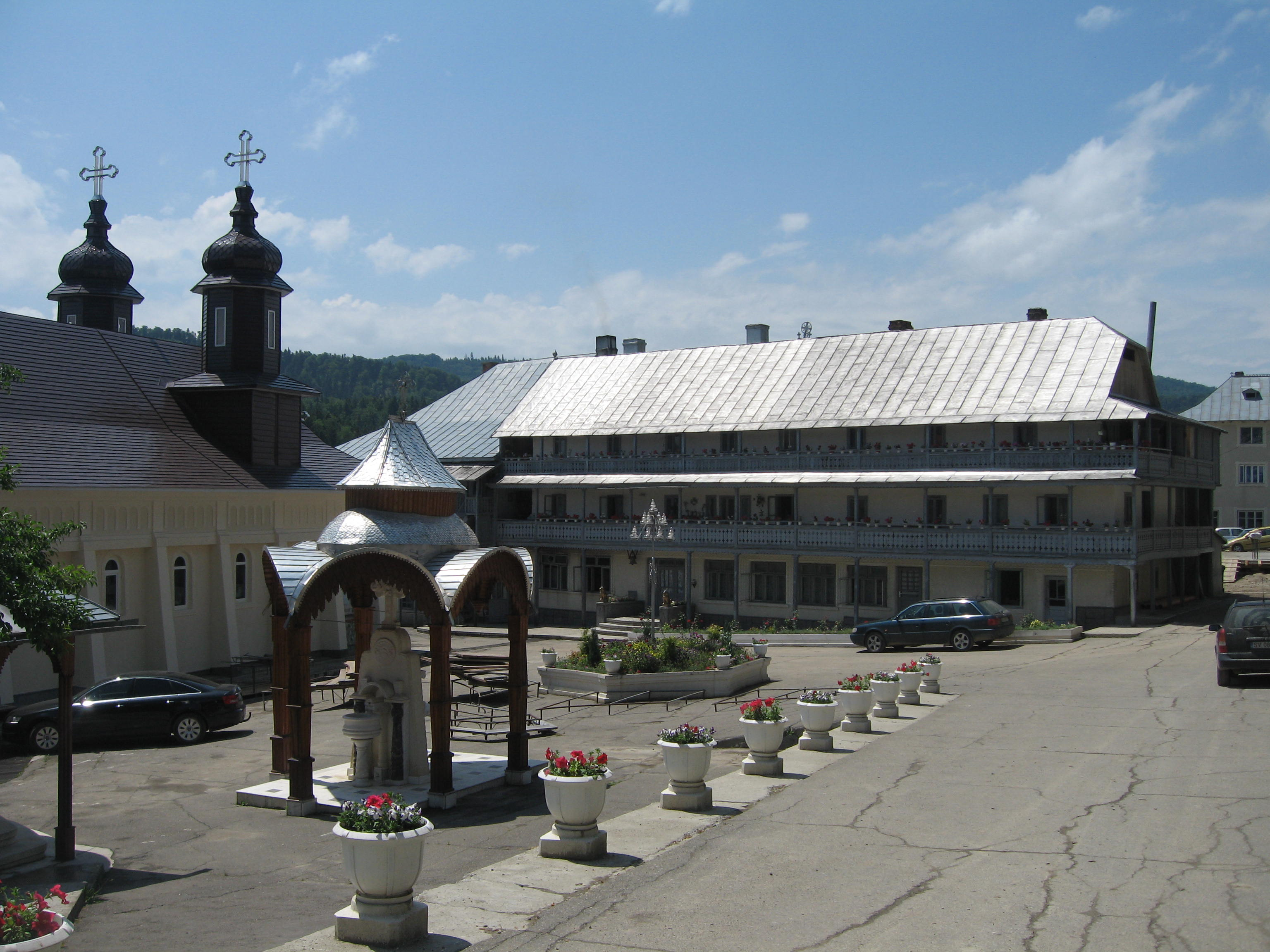
Imagini din incinta mănăstirii
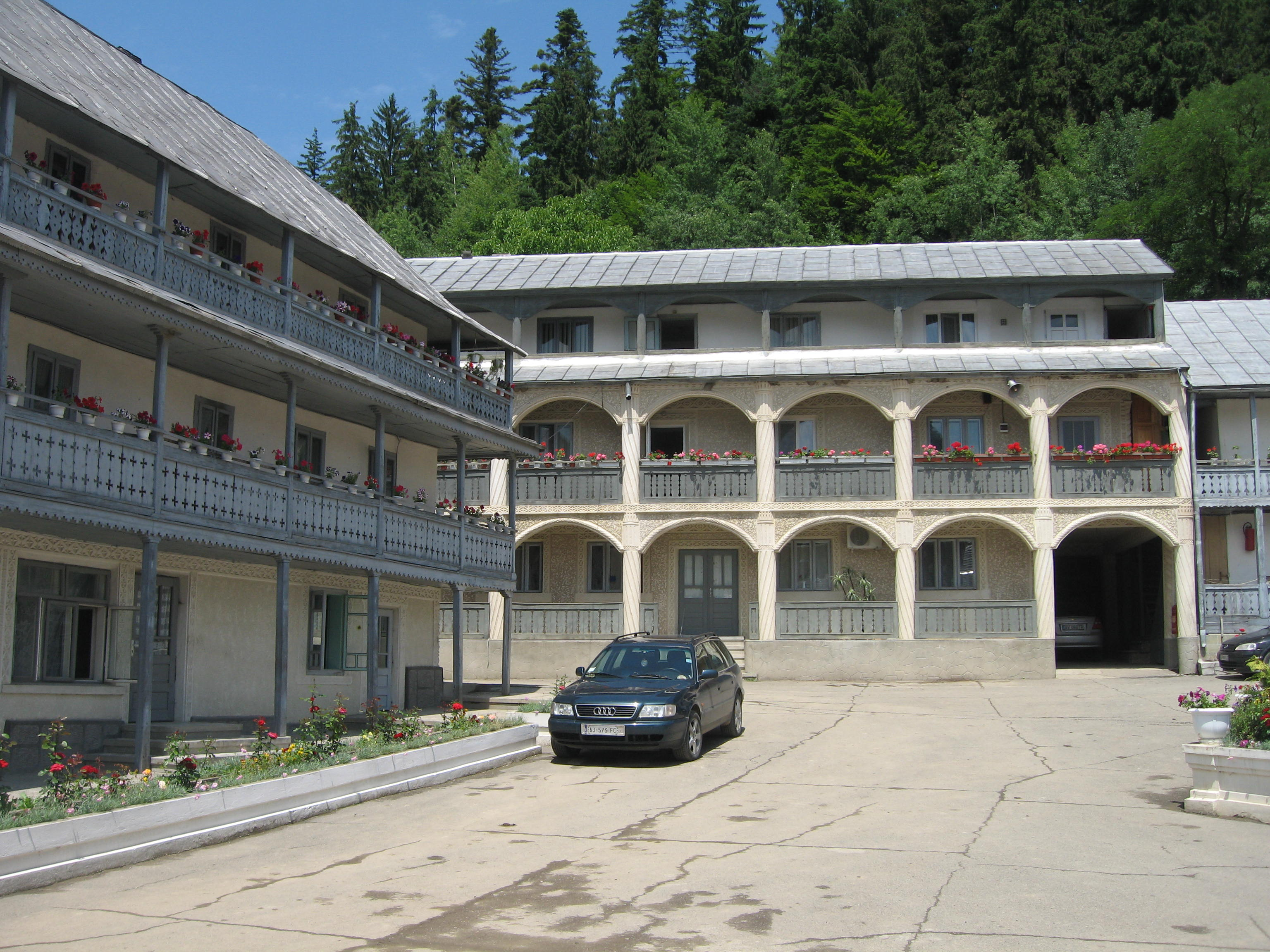
Imagini din incinta mănăstirii
Prima biserică a mănăstirii
Biserica veche
Biserica veche
Intrarea în biserică
Intrarea în biserică
Placă de marmură pe clădirea bisericii vechi
Frescă exterioară în care sunt reprezentate prima biserică și actuala biserică
Medalion cu Sf. Ierarh Glicherie desupra intrării în biserica veche
Viziune apocaliptică a Judecățiii de Apoi
Moartea omului drept - frescă din pridvorul bisericii vechi
Moartea omului păcătos - frescă din pridvorul bisericii vechi
Icoane ale Sf. Glicherie în pridvorul bisericii vechi
Interiorul bisericii
Frescă cu ctitorii bisericii, IPS Glicherie Tănase și ieroschimonahul David Bidașcu
Baldachinul unde se află racla cu moaștele Sf. Ierarh Glicherie
Racla cu moaștele Sf. Ierarh Glicherie
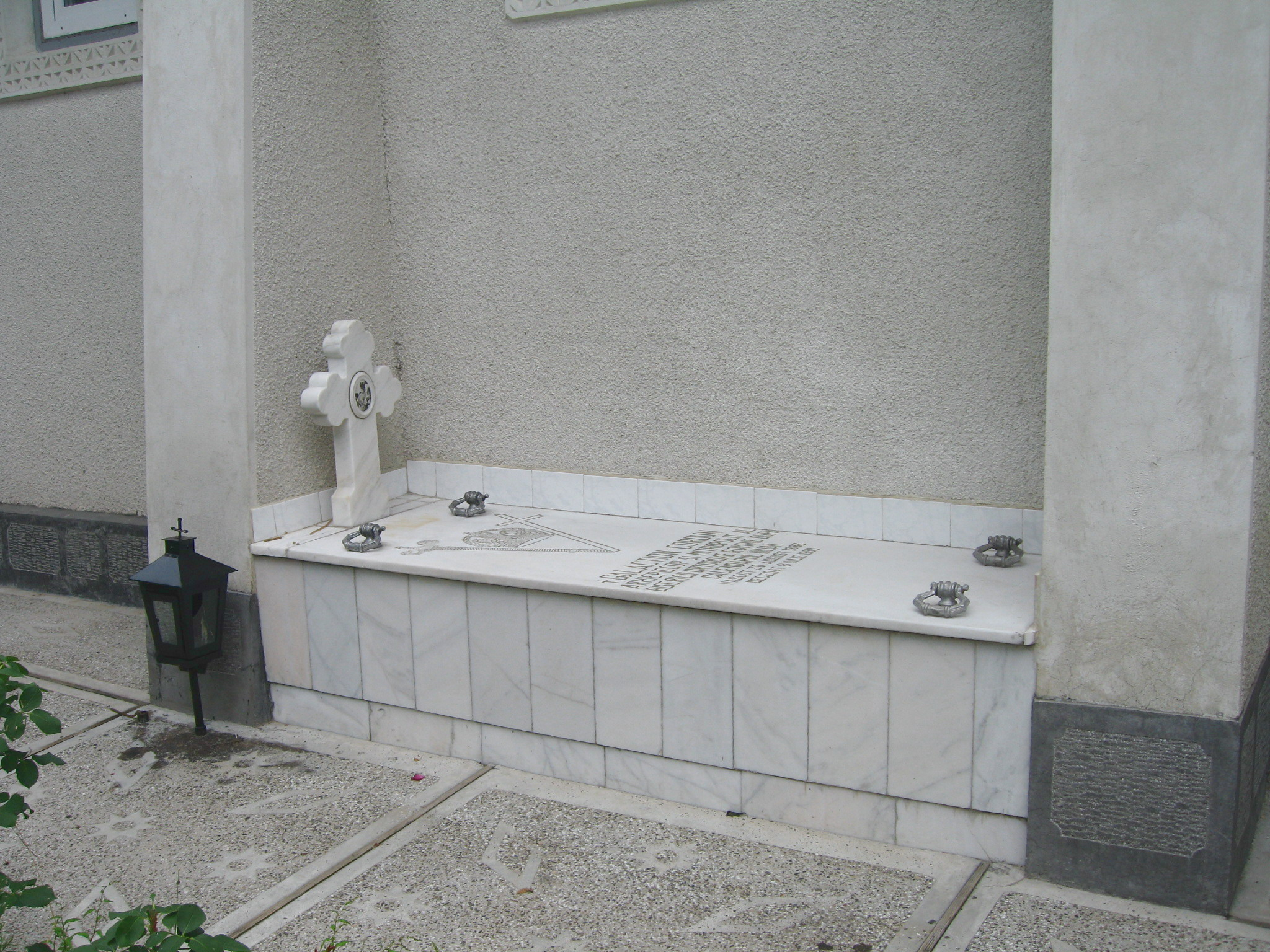
Mormântul IPS Galaction Cordun
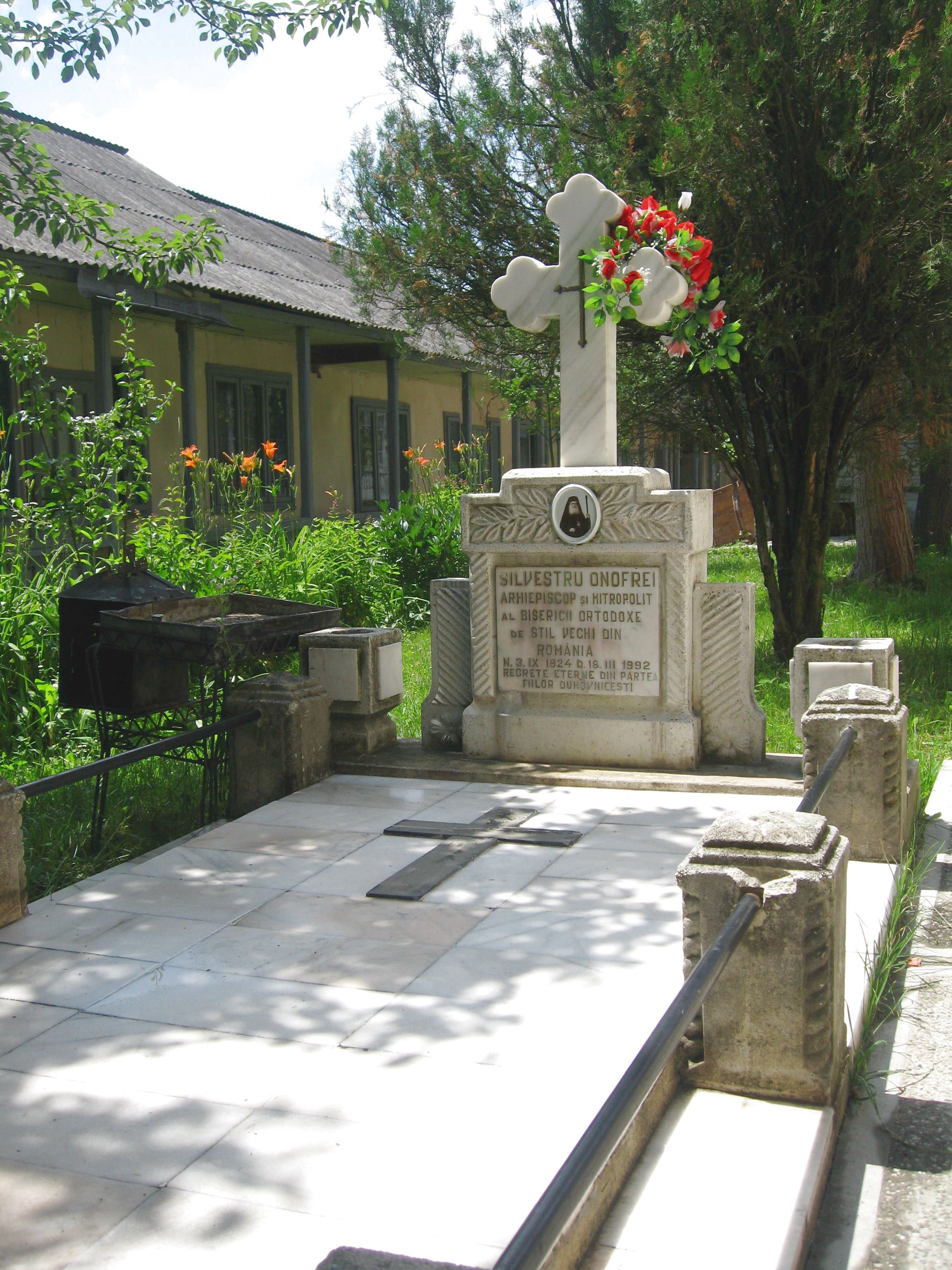
Mormântul IPS Silvestru Onofrei
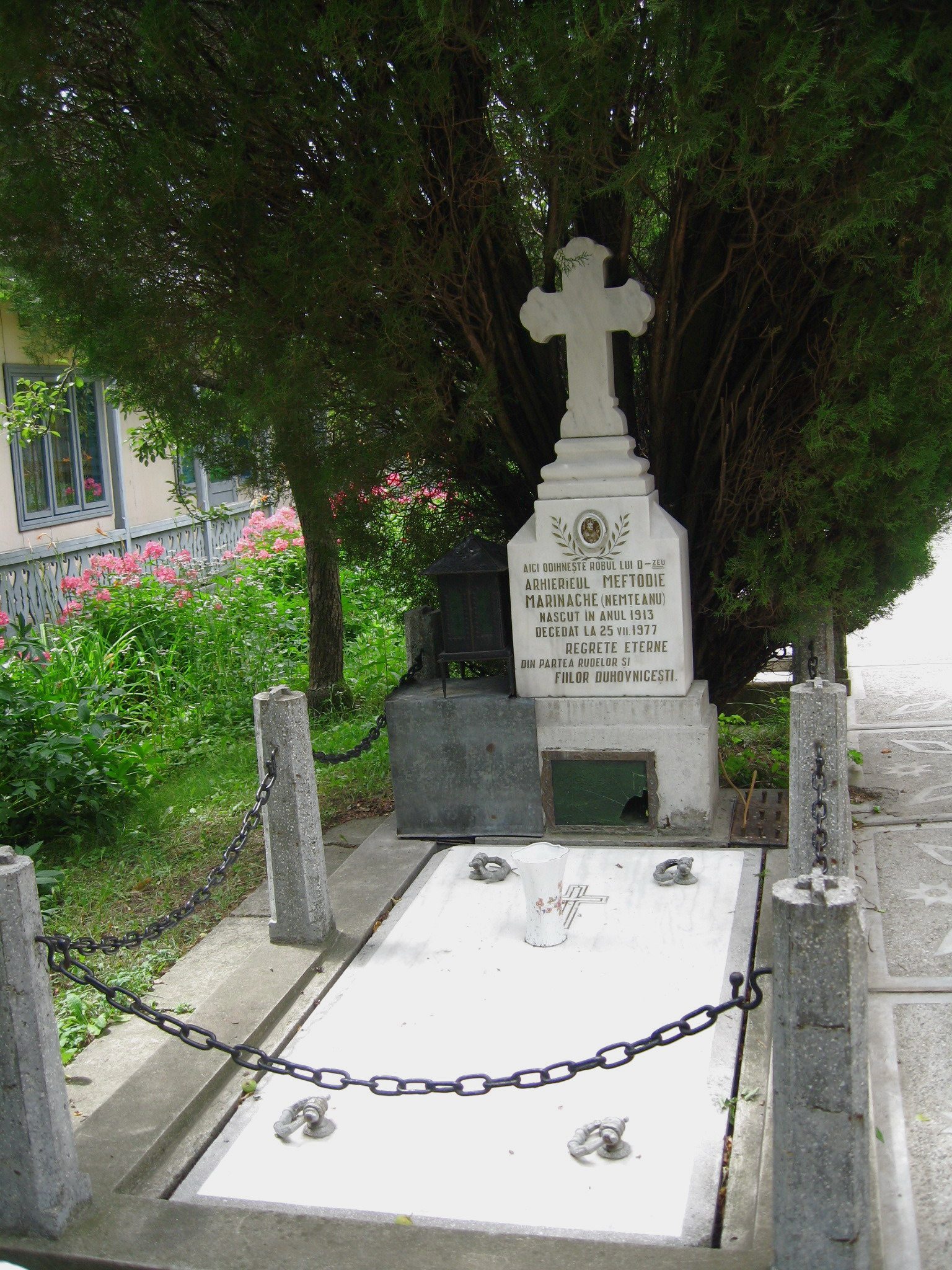
Mormântul PS Meftodie Marinache
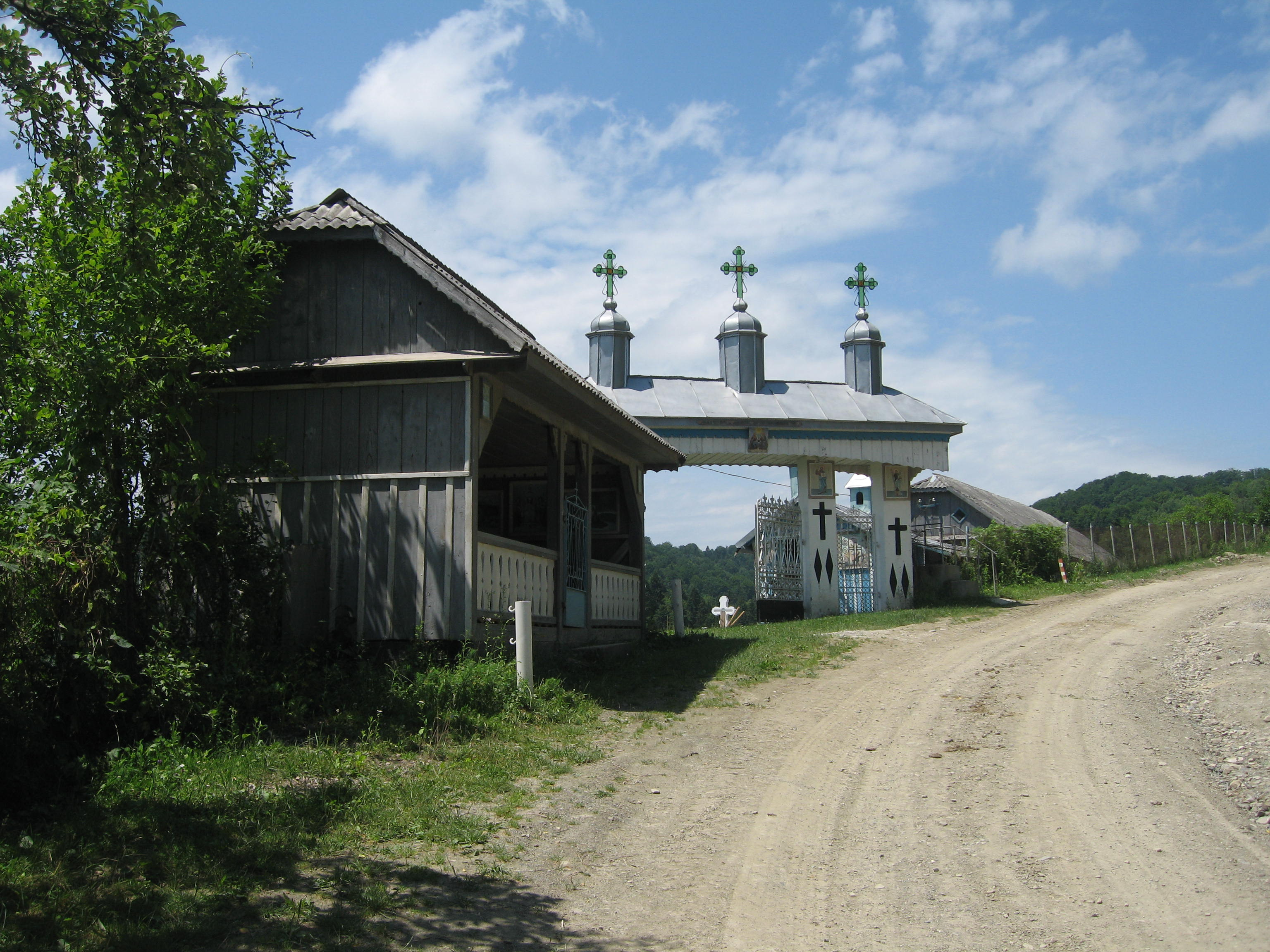
Cimitirul mănăstirii
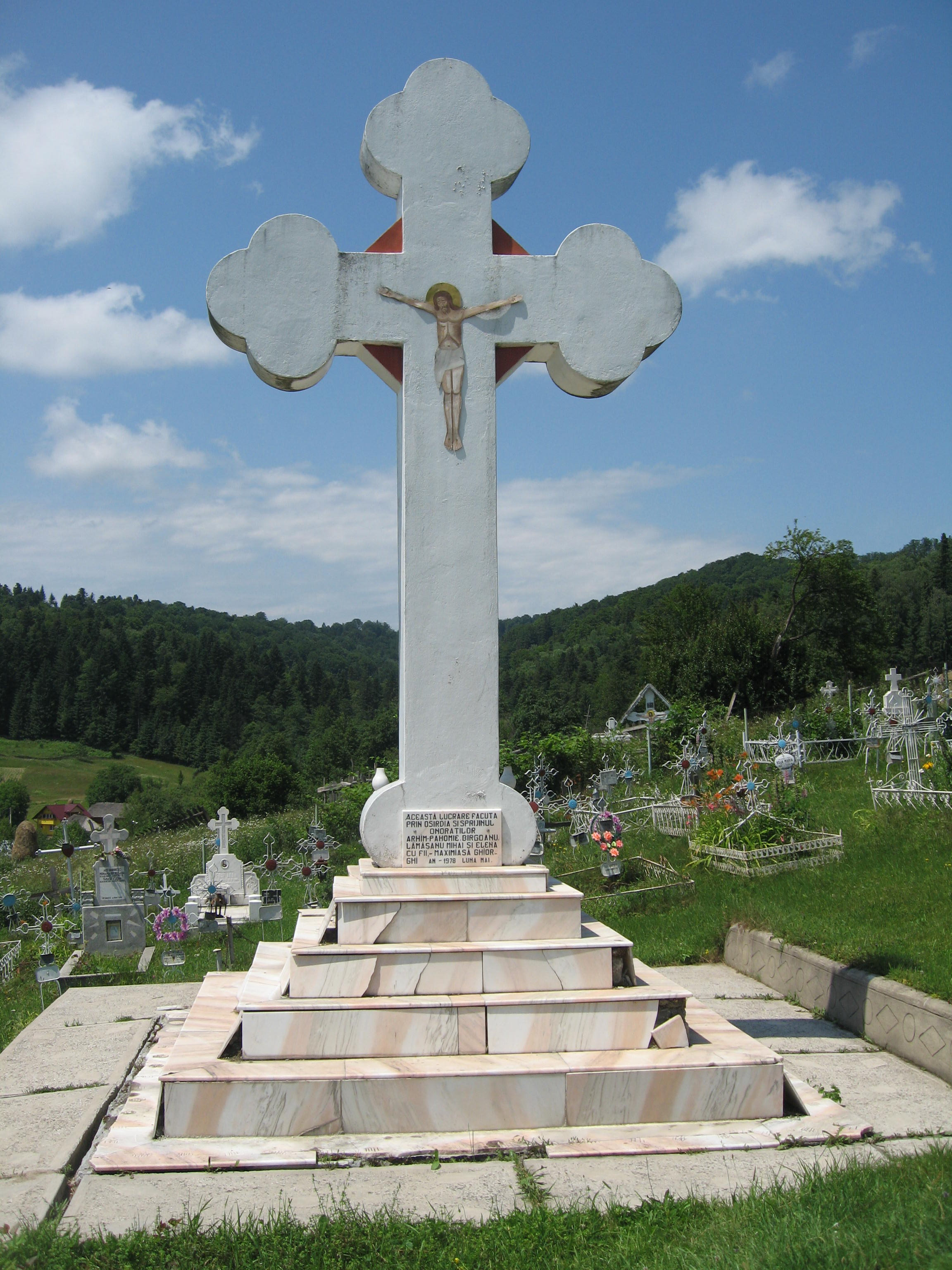
Crucea din cimitirul mănăstirii